# Antti Jokinen
Pour les articles homonymes, voir Jokinen.
Antti Jokinen est un auteur de clips et réalisateur finlandais né le 26 avril 1968.

## Vidéo-clip
Il a réalisé des clips pour Anastacia, Céline Dion, Thalía, Kelly Clarkson, Korn, Lordi, Nightwish, Shania Twain, Westlife, Tiziano Ferro, Beyoncé et Wyclef Jean.

## Filmographie sélective
- 2011 : La Locataire
- 2012 : Puhdistus
- 2015 : Kätilö (La sage-femme)